# 保子內親王
保子內親王，生於天曆三年（949年）為日本第26代天皇—村上天皇之女三宮，生母為更衣藤原正妃。同母兄有致平親王、昭平親王等。

## 生平
他的父帝村上天皇子女眾多，一共皇子11位、皇女10位，在這之中，保子內親王並非女一宮，但因為她的母親更衣藤原正妃姿色美豔，非常受寵，總共為村上天皇生下二子一女，因此憑依者母親的受寵，保子內親王雖然一直等到8歲，才有機會和弟弟致平親王一同入宮面見自己的父帝，但生活一直都過的不錯，而據載，保子內親王是一位美貌迷人的內親王。
保子內親王入宮后，便一直住在宮中，而且善彈箏，還曾在御前獻藝。在14歲那年（應和二年，即962年）舉行了着裳儀式，但五年之後，康保四年（967年）父帝村上天皇崩御，而母親藤原正妃也在同年七月薨逝，父母雙亡的保子內親王，只剩下外祖父藤原在衡能夠依靠，但藤原在衡也在次年離世，因此保子內親王失去了所有保護人，兩個弟弟也不太可能即位成為天皇，因此保子內親王便離開宮中，過著寂靜的生活。
保子內親王38歲那年，由朝廷和皇室做主，將保子內親王以皇女之尊降嫁當時的攝政—58歲的藤原兼家。兩人之間相差20歲，因此婚後的生活並不幸福，在第66代天皇—一条天皇朝永延元年（987年）八月，保子內親王在病榻上孤寂失意的死去，得年只有三十九歲。
源氏物語中光源氏的正妻女三宮，據說就是紫式部以保子內親王為原型所寫出的悲劇人物。